# Safet Sušić
Safet Sušić (in caratteri cirillici Сафет Сушић; Zavidovići, 13 aprile 1955) è un allenatore di calcio ed ex calciatore jugoslavo, bosniaco dal 1992, di ruolo centrocampista o attaccante.
Ha un fratello maggiore, Sead, che giocò con alterne fortune tra Jugoslavia, Canada e Belgio dal 1970 al 1982.

## Caratteristiche tecniche

### Giocatore
Era un trequartista dotato di buona tecnica e che ingannava gli avversari con una finta nota come kičma (in italiano colonna vertebrale).

## Carriera

### Giocatore

#### Club

Sušić in azione al Paris Saint-Germain per gli ottavi di finale della Coppa delle Coppe 1983-1984 contro la Juventus

Sušić cominciò la sua carriera nel Krivaja, squadra di Zavidovići. Da giovane si trasferì al Sarajevo, con il quale giocò 600 partite e realizzò 400 gol. Nella stagione 1979-1980 vinse il titolo di capocannoniere del campionato jugoslavo con 21 gol. Nel 1979 fu nominato "Miglior giocatore della Jugoslavia" e "Miglior sportivo della Bosnia ed Erzegovina".
Il 29 aprile 1982 Luciano Moggi, all'epoca direttore sportivo del Torino, annunciò di aver ingaggiato Sušić, tuttavia il bosniaco aveva già firmato un contratto con l'Inter. Ne nacque una querelle: alla fine entrambe le squadre italiane fecero un passo indietro e il bomber si trasferì al Paris Saint-Germain.
Con il club parigino divenne una star di livello europeo. Nel 1982-1983 contribuì alla vittoria della Coppa di Francia segnando tre gol nella doppia semifinale con il Tours e un gol nella vittoriosa finale contro il Nantes (3-2). Nel 1985-1986 segnò tre gol nella stagione che vide il PSG vincere il primo titolo francese nella sua storia. Con la squadra realizzò 96 reti e 61 assist dal 1982 al 1991, issandosi al terzo posto dei calciatori più presenti nella storia del PSG, con 343 partite giocate, straniero più presente di ogni epoca con la maglia del club parigino. Il 22 settembre 1984. nella partita vinta per 7-1 in casa contro il Bastia, fornì cinque assist per altrettante marcature dei suoi compagni. Chiuse la carriera militando nel Red Star nella stagione 1991-1992.

#### Nazionale
Sušić fu convocato 54 volte in nazionale jugoslava, mettendo a segno 21 gol dal 1977 al 1990. Con la maglia della Jugoslavia prese parte al mondiale del 1982, all'europeo del 1984 e al mondiale del 1990.
Sušić è l'ultimo calciatore in ordine cronologico ad aver realizzato una tripletta alla nazionale italiana, in occasione dell'amichevole di Zagabria del 13 giugno 1979 fra Jugoslavia e Italia, conclusasi col successo dei balcanici per 4-1.

### Allenatore
Da allenatore Sušić cominciò guidando il Cannes nel 1994-1995, poi si spostò in Turchia, allenando l'İstanbulspor dal 1996 al 1998. Nel 2001 guidò per qualche mese l'Al-Hilal di Riad, prima di tornare in Turchia per guidare il Konyaspor nella stagione 2004-2005. Nella stagione seguente sedette sulla panchina dell'Ankaragücü. Passato al Çaykur Rizespor, fu alla guida della compagine di Rize in dodici match nella prima metà della stagione 2006-2007. Esonerato, tornò sulla panchina della squadra nella stagione 2007-2008, ma nel febbraio 2008 fu nuovamente sollevato dall'incarico. Nel marzo 2008 passò ad allenare l'Ankaraspor, dove rimase fino al 2009.
Il 28 dicembre 2009 divenne commissario tecnico della nazionale della Bosnia ed Erzegovina. Dopo aver ottenuto solo due vittorie nelle prime sei partite fu severamente criticato dai media, ma rimase in sella e riuscì a condurre i suoi alla qualificazione al play-off per l'accesso all'europeo di Polonia-Ucraina 2012 contro il Portogallo, che tuttavia prevalse nettamente sui bosniaci nel novembre 2011.
Dall'agosto 2012 all'agosto 2013 la Bosnia ed Erzegovina fece registrare una striscia di risultati utili di nove partite e l'8 agosto 2013 si issò in vetta alla posizione più alta mai raggiunta nella classifica mondiale della FIFA, il 13º posto. Nell'ottobre seguente la nazionale allenata da Sušić ottenne la qualificazione al campionato del mondo 2014, la prima per un grande torneo dopo l'indipendenza del paese, battendo per 1-0 la Lituania. In Brasile, nella fase finale, la Bosnia ed Erzegovina uscì al primo turno, dopo due sconfitte contro Argentina (2-1) e Nigeria (1-0) e una vittoria contro l'Iran (3-1). Nel luglio 2014 Sušić, dopo essersi dimesso, tornò sui propri passi e rinnovò il contratto per altri due anni. Gli scarsi risultati ottenuti nelle prime quattro partite di qualificazione al campionato d'Europa 2016 causarono l'esonero dell'allenatore, all'indomani della sconfitta contro Israele.
Nella stagione 2015-2016 fu nominato allenatore dell'Évian, nella seconda serie francese, ma fu esonerato l'11 gennaio 2016. Nella stagione successiva, il 27 gennaio 2017, fu ingaggiato dall'Alanyaspor, nella Süper Lig turca. Fu esonerato il 25 dicembre seguente. Il 21 giugno 2018 fu annunciato il suo ingaggio da parte dell'Akhisar Belediyespor, squadra turca.

## Golden Player
Nel novembre 2003, nei festeggiamenti per il 50º anniversario della UEFA, fu nominato Golden Player dalla Federcalcio del suo paese come più forte giocatore bosniaco degli ultimi 50 anni. In quell'occasione Gerd Müller disse: "Se si dovesse inserire Safet Sušić in una classifica dei più grandi cannonieri di sempre, lo si metterebbe almeno nei primi 40".

## Citazioni
Viene nominato nel film Il favoloso mondo di Amélie dal telecronista di una partita. Durante il film la piccola Amélie si vendica di un dispetto che le aveva fatto qualche giorno prima un vicino di casa: manomettendo per pochi secondi alla volta l'antenna tv del vicino lo costringe a vedere solo a tratti una partita in cui il telecronista tesse le lodi di questo calciatore che va numerose volte a segno.

## Statistiche

### Cronologia presenze e reti in nazionale
| Cronologia completa delle presenze e delle reti in nazionale ― Jugoslavia | Cronologia completa delle presenze e delle reti in nazionale ― Jugoslavia | Cronologia completa delle presenze e delle reti in nazionale ― Jugoslavia | Cronologia completa delle presenze e delle reti in nazionale ― Jugoslavia | Cronologia completa delle presenze e delle reti in nazionale ― Jugoslavia | Cronologia completa delle presenze e delle reti in nazionale ― Jugoslavia | Cronologia completa delle presenze e delle reti in nazionale ― Jugoslavia | Cronologia completa delle presenze e delle reti in nazionale ― Jugoslavia |
| Data                                                                      | Città                                                                     | In casa                                                                   | Risultato                                                                 | Ospiti                                                                    | Competizione                                                              | Reti                                                                      | Note                                                                      |
| ------------------------------------------------------------------------- | ------------------------------------------------------------------------- | ------------------------------------------------------------------------- | ------------------------------------------------------------------------- | ------------------------------------------------------------------------- | ------------------------------------------------------------------------- | ------------------------------------------------------------------------- | ------------------------------------------------------------------------- |
| 5-10-1977                                                                 | Budapest                                                                  | Ungheria                                                                  | 4 – 3                                                                     | Jugoslavia                                                                | Amichevole                                                                | 2                                                                         |                                                                           |
| 13-11-1977                                                                | Bucarest                                                                  | Romania                                                                   | 4 – 6                                                                     | Jugoslavia                                                                | Qual. Mondiali 1978                                                       | 3                                                                         |                                                                           |
| 16-11-1977                                                                | Salonicco                                                                 | Grecia                                                                    | 0 – 0                                                                     | Jugoslavia                                                                | Coppa dei Balcani 1977                                                    | -                                                                         |                                                                           |
| 30-11-1977                                                                | Belgrado                                                                  | Jugoslavia                                                                | 0 – 1                                                                     | Spagna                                                                    | Qual. Mondiali 1978                                                       | -                                                                         |                                                                           |
| 5-4-1978                                                                  | Teheran                                                                   | Iran                                                                      | 0 – 0                                                                     | Jugoslavia                                                                | Amichevole                                                                | -                                                                         | 46’                                                                       |
| 18-5-1978                                                                 | Roma                                                                      | Italia                                                                    | 0 – 0                                                                     | Jugoslavia                                                                | Amichevole                                                                | -                                                                         | 78’                                                                       |
| 4-10-1978                                                                 | Zagabria                                                                  | Jugoslavia                                                                | 1 – 2                                                                     | Spagna                                                                    | Qual. Euro 1980                                                           | -                                                                         |                                                                           |
| 25-10-1978                                                                | Bucarest                                                                  | Romania                                                                   | 3 – 2                                                                     | Jugoslavia                                                                | Qual. Euro 1980                                                           | -                                                                         |                                                                           |
| 13-6-1979                                                                 | Zagabria                                                                  | Jugoslavia                                                                | 4 – 1                                                                     | Italia                                                                    | Amichevole                                                                | 3                                                                         |                                                                           |
| 16-9-1979                                                                 | Belgrado                                                                  | Jugoslavia                                                                | 4 – 2                                                                     | Argentina                                                                 | Amichevole                                                                | 3                                                                         |                                                                           |
| 10-10-1979                                                                | Valencia                                                                  | Spagna                                                                    | 0 – 1                                                                     | Jugoslavia                                                                | Qual. Euro 1980                                                           | -                                                                         |                                                                           |
| 31-10-1979                                                                | Kosovska Mitrovica                                                        | Jugoslavia                                                                | 2 – 1                                                                     | Romania                                                                   | Qual. Euro 1980                                                           | -                                                                         |                                                                           |
| 14-11-1979                                                                | Novi Sad                                                                  | Jugoslavia                                                                | 5 – 0                                                                     | Cipro                                                                     | Qual. Euro 1980                                                           | -                                                                         |                                                                           |
| 22-3-1980                                                                 | Sarajevo                                                                  | Jugoslavia                                                                | 2 – 1                                                                     | Uruguay                                                                   | Amichevole                                                                | -                                                                         | cap.                                                                      |
| 30-3-1980                                                                 | Belgrado                                                                  | Jugoslavia                                                                | 2 – 0                                                                     | Romania                                                                   | Coppa dei Balcani 1980                                                    | 1                                                                         |                                                                           |
| 26-4-1980                                                                 | Borovo Naselje                                                            | Jugoslavia                                                                | 2 – 1                                                                     | Polonia                                                                   | Amichevole                                                                | -                                                                         |                                                                           |
| 27-8-1980                                                                 | Belgrado                                                                  | Romania                                                                   | 4 – 1                                                                     | Jugoslavia                                                                | Coppa dei Balcani 1980                                                    | 1                                                                         |                                                                           |
| 10-9-1980                                                                 | Lussemburgo                                                               | Lussemburgo                                                               | 0 – 5                                                                     | Jugoslavia                                                                | Qual. Mondiali 1982                                                       | 1                                                                         |                                                                           |
| 27-9-1980                                                                 | Lubiana                                                                   | Jugoslavia                                                                | 2 – 1                                                                     | Danimarca                                                                 | Qual. Mondiali 1982                                                       | -                                                                         |                                                                           |
| 21-11-1981                                                                | Novi Sad                                                                  | Jugoslavia                                                                | 5 – 0                                                                     | Lussemburgo                                                               | Qual. Mondiali 1982                                                       | -                                                                         |                                                                           |
| 29-11-1981                                                                | Il Pireo                                                                  | Grecia                                                                    | 1 – 2                                                                     | Jugoslavia                                                                | Qual. Mondiali 1982                                                       | -                                                                         |                                                                           |
| 17-6-1982                                                                 | Saragozza                                                                 | Irlanda del Nord                                                          | 0 – 0                                                                     | Jugoslavia                                                                | Mondiali 1982 - 1º turno                                                  | -                                                                         |                                                                           |
| 20-6-1982                                                                 | Valencia                                                                  | Spagna                                                                    | 2 – 1                                                                     | Jugoslavia                                                                | Mondiali 1982 - 1º turno                                                  | -                                                                         |                                                                           |
| 24-6-1982                                                                 | Saragozza                                                                 | Jugoslavia                                                                | 1 – 0                                                                     | Honduras                                                                  | Mondiali 1982 - 1º turno                                                  | -                                                                         |                                                                           |
| 13-10-1982                                                                | Oslo                                                                      | Norvegia                                                                  | 3 – 1                                                                     | Jugoslavia                                                                | Qual. Euro 1984                                                           | -                                                                         | cap. 62’                                                                  |
| 1-6-1983                                                                  | Sarajevo                                                                  | Jugoslavia                                                                | 2 – 1                                                                     | Romania                                                                   | Amichevole                                                                | -                                                                         | cap.                                                                      |
| 12-10-1983                                                                | Belgrado                                                                  | Jugoslavia                                                                | 2 – 1                                                                     | Norvegia                                                                  | Qual. Euro 1984                                                           | 1                                                                         |                                                                           |
| 12-11-1983                                                                | Zagabria                                                                  | Jugoslavia                                                                | 1 – 2                                                                     | Francia                                                                   | Amichevole                                                                | -                                                                         | 79’                                                                       |
| 14-12-1983                                                                | Cardiff                                                                   | Galles                                                                    | 1 – 1                                                                     | Jugoslavia                                                                | Qual. Euro 1984                                                           | -                                                                         |                                                                           |
| 21-12-1983                                                                | Spalato                                                                   | Jugoslavia                                                                | 3 – 2                                                                     | Bulgaria                                                                  | Qual. Euro 1984                                                           | 2                                                                         |                                                                           |
| 2-6-1984                                                                  | Oeiras                                                                    | Portogallo                                                                | 2 – 3                                                                     | Jugoslavia                                                                | Amichevole                                                                | 1                                                                         |                                                                           |
| 7-6-1984                                                                  | La Línea de la Concepción                                                 | Spagna                                                                    | 0 – 1                                                                     | Jugoslavia                                                                | Amichevole                                                                | 1                                                                         |                                                                           |
| 13-6-1984                                                                 | Lens                                                                      | Belgio                                                                    | 2 – 0                                                                     | Jugoslavia                                                                | Euro 1984 - 1º turno                                                      | -                                                                         |                                                                           |
| 16-6-1984                                                                 | Lione                                                                     | Jugoslavia                                                                | 0 – 5                                                                     | Danimarca                                                                 | Euro 1984 - 1º turno                                                      | -                                                                         |                                                                           |
| 19-6-1984                                                                 | Saint-Étienne                                                             | Francia                                                                   | 3 – 2                                                                     | Jugoslavia                                                                | Euro 1984 - 1º turno                                                      | -                                                                         |                                                                           |
| 19-11-1988                                                                | Belgrado                                                                  | Jugoslavia                                                                | 3 – 2                                                                     | Francia                                                                   | Qual. Mondiali 1990                                                       | 1                                                                         |                                                                           |
| 11-12-1988                                                                | Belgrado                                                                  | Jugoslavia                                                                | 4 – 0                                                                     | Cipro                                                                     | Qual. Mondiali 1990                                                       | -                                                                         |                                                                           |
| 5-4-1989                                                                  | Amarousio                                                                 | Grecia                                                                    | 1 – 4                                                                     | Jugoslavia                                                                | Amichevole                                                                | -                                                                         |                                                                           |
| 29-4-1989                                                                 | Parigi                                                                    | Francia                                                                   | 0 – 0                                                                     | Jugoslavia                                                                | Qual. Mondiali 1990                                                       | -                                                                         |                                                                           |
| 27-5-1989                                                                 | Bruxelles                                                                 | Belgio                                                                    | 1 – 0                                                                     | Jugoslavia                                                                | Amichevole                                                                | -                                                                         | cap.                                                                      |
| 14-6-1989                                                                 | Oslo                                                                      | Norvegia                                                                  | 1 – 2                                                                     | Jugoslavia                                                                | Qual. Mondiali 1990                                                       | -                                                                         | 67’                                                                       |
| 6-9-1989                                                                  | Belgrado                                                                  | Jugoslavia                                                                | 3 – 1                                                                     | Scozia                                                                    | Qual. Mondiali 1990                                                       | -                                                                         |                                                                           |
| 11-10-1989                                                                | Belgrado                                                                  | Jugoslavia                                                                | 1 – 0                                                                     | Norvegia                                                                  | Qual. Mondiali 1990                                                       | -                                                                         |                                                                           |
| 13-12-1989                                                                | Londra                                                                    | Inghilterra                                                               | 2 – 1                                                                     | Jugoslavia                                                                | Amichevole                                                                | -                                                                         | 78’                                                                       |
| 28-3-1990                                                                 | Łódź                                                                      | Polonia                                                                   | 0 – 0                                                                     | Jugoslavia                                                                | Amichevole                                                                | -                                                                         |                                                                           |
| 26-5-1990                                                                 | Lubiana                                                                   | Jugoslavia                                                                | 0 – 1                                                                     | Spagna                                                                    | Amichevole                                                                | -                                                                         |                                                                           |
| 3-6-1990                                                                  | Zagabria                                                                  | Jugoslavia                                                                | 0 – 2                                                                     | Paesi Bassi                                                               | Amichevole                                                                | -                                                                         | 59’                                                                       |
| 10-6-1990                                                                 | Milano                                                                    | Germania Ovest                                                            | 4 – 1                                                                     | Jugoslavia                                                                | Mondiali 1990 - 1º turno                                                  | -                                                                         | 56’                                                                       |
| 14-6-1990                                                                 | Bologna                                                                   | Colombia                                                                  | 0 – 1                                                                     | Jugoslavia                                                                | Mondiali 1990 - 1º turno                                                  | -                                                                         |                                                                           |
| 19-6-1990                                                                 | Bologna                                                                   | Jugoslavia                                                                | 4 – 1                                                                     | Emirati Arabi Uniti                                                       | Mondiali 1990 - 1º turno                                                  | 1                                                                         |                                                                           |
| 26-6-1990                                                                 | Verona                                                                    | Spagna                                                                    | 1 – 2 dts                                                                 | Jugoslavia                                                                | Mondiali 1990 - Ottavi di finale                                          | -                                                                         | 55’                                                                       |
| 30-6-1990                                                                 | Firenze                                                                   | Argentina                                                                 | 0 – 0 dts (3 – 2 dtr)                                                     | Jugoslavia                                                                | Mondiali 1990 - Quarti di finale                                          | -                                                                         | 62’                                                                       |
| 31-10-1990                                                                | Belgrado                                                                  | Jugoslavia                                                                | 4 – 1                                                                     | Austria                                                                   | Qual. Euro 1992                                                           | -                                                                         | 63’                                                                       |
| 14-11-1990                                                                | Copenaghen                                                                | Danimarca                                                                 | 0 – 2                                                                     | Jugoslavia                                                                | Qual. Euro 1992                                                           | -                                                                         |                                                                           |
| Totale                                                                    |                                                                           | Presenze                                                                  | 54                                                                        |                                                                           | Reti                                                                      | 21                                                                        |                                                                           |

## Palmarès

### Giocatore

#### Club
- Campionato francese: 1

Paris Saint-Germain: 1985-1986
- Coppa di Francia: 1

Paris Saint-Germain: 1982-1983

#### Individuale
- Calciatore jugoslavo dell'anno: 1

1979
- Capocannoniere della Prva Liga: 1

1979-1980 (17 gol, a pari merito con Dragoljub Kostić)

### Allenatore
- Supercoppa di Turchia: 1

Akhisar Belediyespor: 2018